# 藍住町体育センター
藍住町体育センター（あいずみちょうたいいくセンター）は、徳島県板野郡藍住町にある体育館である。

## 概要
- 藍住町スポーツ少年団の研修等に利用されており、2008年8月には、徳島ヴォルティスの選手も参加して交流を図っている。
- NPO法人あいずみスポーツクラブも使用している。

## 施設
- 構造
- 設備
  - 体育室はバレーボールコート3面・バスケットコート2面・バドミントンコート6面・卓球10台。

## 基礎データ

### 所在地等
- 〒771-1251 徳島県板野郡藍住町矢上字原230-1
- 駐車可能台数50台

### 利用期間
- 8:30 - 22:00
- 休館日：月、年末年始（12月28日〜1月4日）

### 利用料金
- 1時間半面 500円 全面1000円（町外は50％増し）

## 交通
- JR勝瑞駅下車車で約10分。
- 徳島バス応神藍住線、北島藍住線　藍住役場前下車、徒歩7分。